# Коваль Ігор Миколайович (режисер)
І́гор Микола́йович Кова́ль  (9 листопада 1967, м. Котовськ, Одеська область) — український режисер, організатор театральної справи. Заслужений діяч мистецтв України (2016). Директор та головний режисер Харківського академічного театру музичної комедії. Член правління Харківського міжобласного відділення Національної спілки театральних діячів України. Член Національної всеукраїнської спілки музичних діячів України. Лауреат регіонального рейтингу «Харків’янин року‑2010» та творчої премії Миколи Садовського.

## Життєпис
У 1994 році закінчив Харківський інженерно-будівельний інститут за спеціальністю «промислове та цивільне будівництво». У 2014 році здобув освіту в Харківському державному університеті харчування та торгівлі за спеціальністю «менеджмент зовнішньоекономічної діяльності». У 2015 році завершив навчання в Харківському національному університеті мистецтв ім. Івана Котляревського за спеціальністю «режисура театру драми».
Адміністративну кар’єру розпочав у серпні 2005 року на посаді заступника директора Харківського академічного театру музичної комедії. У листопаді 2006 року був призначений директором театру. Завершивши навчання на режисерському факультеті Харківського національного університету мистецтв, став не лише директором, але й головним режисером театру.
За керівництва Ігоря Коваля, Харківський академічний театр музичної комедії отримав статус академічного за видатний внесок у розвиток українського музичного мистецтва (2006), колектив був нагороджений почесним знаком «Слобожанська слава»; було започатковано свято «День Харківської оперети» (2009); проведена низка заходів на честь видатних митців (Марія Свірська, Володимир Підсадний, Віра Харитонова, Маргарита Червонюк); 

## Режесерські роботи
- 2012 — музична казка «Обережно! Чарівний ліс»
- 2014 — оперета «Прекрасна Галатея» Франца фон Зуппе
- 2016 — музична комедія «Витівки Хануми» Гії Канчелі

## Нагороди і відзнаки
- 2008 — Грамота Харківської обласної ради
- 2009 — Грамота Харківської обласної державної адміністрації
- 2009 — Цінний подарунок (годинник) голови Верховної ради України
- 2010 — Лауреат Регіонального рейтингу «Харків’янин року – 2010»
- 2011 — Подяка Голови Харківської обласної державної адміністрації
- 2012 — Почесна грамота Харківської обласної державної адміністрації та Харківської обласної ради
- 2012 — Орден Святого Архістратига Михаїла Української православної церкви Патріарха Київського і всієї Руси – України
- 2012 — Відзнака «Патріот Вітчизни»
- 2013 — Медаль «Почесний діяч мистецтв»
- 2014 — Подяка голови Харківської обласної державної адміністрації
- 2015 — Орден Святого Рівноапостольного князя Володимира Великого III-го ступеня
- 2015 — Премія Миколи Садовського
- 2016 — Пам’ятна медаль «За допомогу Українській армії»
- 2016 — Заслужений діяч мистецтв України — за значний внесок у розвиток музичної освіти та мистецтва, багаторічну плідну працю та високу професійну майстерність[2]
- 2020 — Грамота Верховної Ради України
- 2020 — Премія імені Панаса Саксаганського
- 2024 — Цінний подарунок (годинник) голови Харківської обласної ради[3][4][5][6]